# Neopostega longispina
Neopostega longispina là một loài bướm đêm thuộc họ Opostegidae. Nó là loài duy nhất được tìm thấy ở
lowland Amazonian rainforest ở miền nam Venezuela near the Brasilian border.
Chiều dài cánh trước là 2.8–3 mm. Adults are mostly white. Con trưởng thành bay vào tháng 2.